# 伏特加

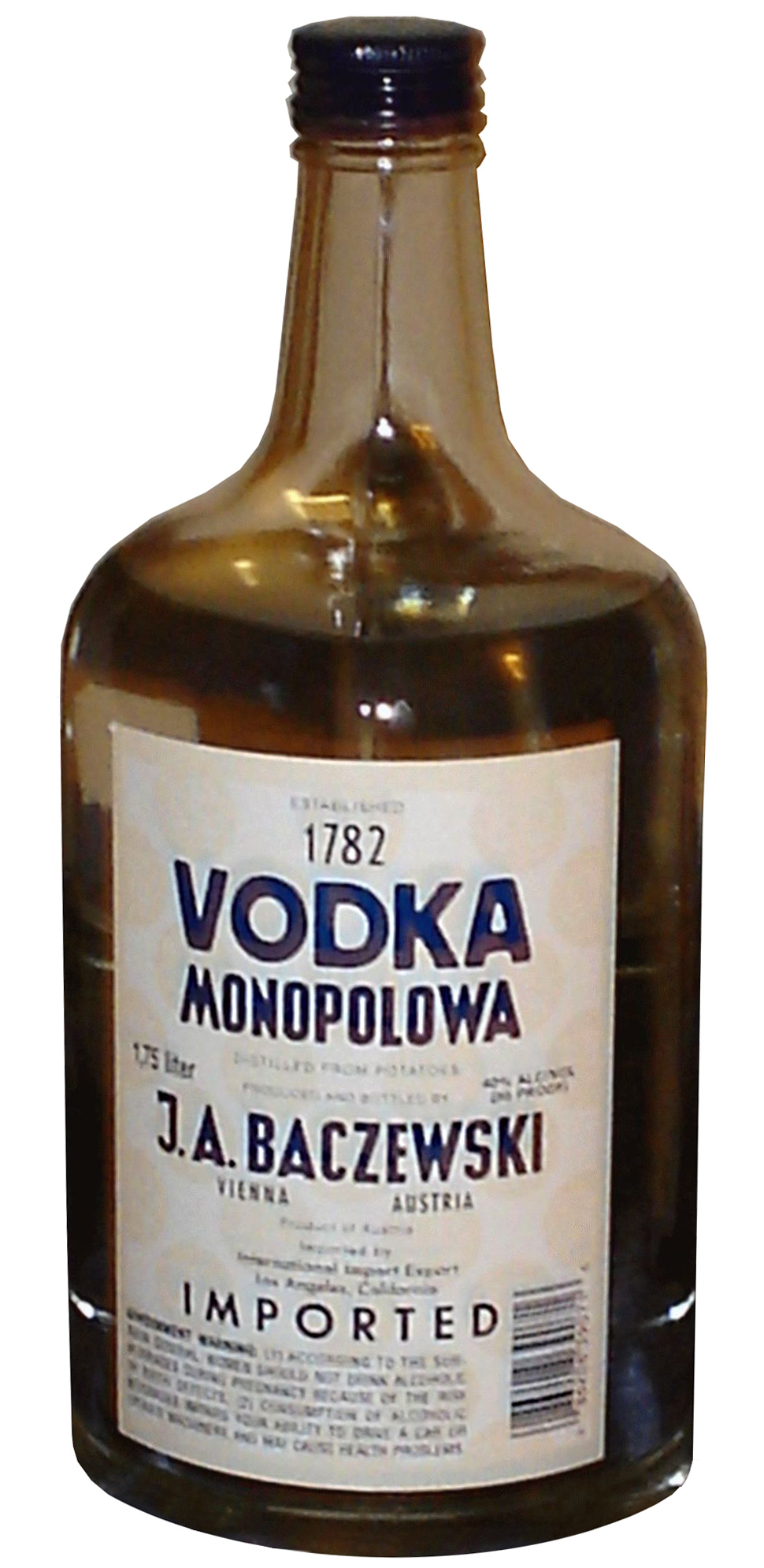
伏特加

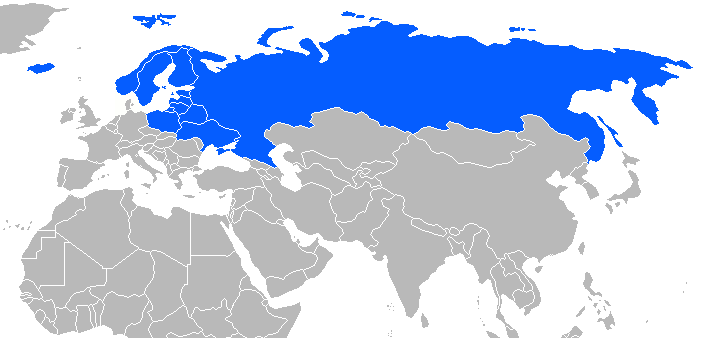
饮用伏特加的国家

伏特加（波蘭語：wódka，發音：[ˈvutka] ⓘ，羅馬化：vodka，發音：[ˈvotkə]）是一種由水和乙醇製成的蒸餾酒，是東歐和北歐的主要酒精飲料之一。伏特加酒的酒精含量通常在35%～50%之間，依據不同的原產國有不同的酒精含量規定，例如歐盟伏特加的酒精含量需高於37.5%，美國的則是要高於40%。
伏特加起源於斯拉夫民族，最早的文獻記錄來自於15世紀的波蘭，並於17世紀發展出現代的釀酒產業，但在18世紀後，俄羅斯成為伏特加最大的生產國和消費國並持續至今。現代最簡單的伏特加是由水和經蒸餾淨化過後的乙醇所合成的，呈現透明色，有強烈又刺鼻的工業酒精味；傳統的伏特加會加入馬鈴薯、糖漿、黑麥和小麥，經過二次蒸餾和一次过滤才能得到，這種傳統伏特加的價格也不貴，味道純樸；市面的高級伏特加還會加入各種水果、蜂蜜、堅果等香甜的原料，經過三重以上的蒸餾，並會採用活性炭等吸附力強的天然物質過濾，這類口味濃郁、層次豐富，比一般伏特加要更加美味。

## 制作工艺与标准
一般来说，伏特加是由富含糖或淀粉的物质发酵后进行蒸馏并过滤然后加水稀释得到的。

### 度数

#### 俄罗斯波兰等传统产区
傳統上由俄羅斯，立陶宛和波蘭所出產的伏特加酒精含量是以40%為標準。在此标准下，一般认为低於此酒精含量的伏特加淨飲時（沒有加冰或與其他液體混合）味道應該像「水」，相反酒精含量40%以上的伏特加酒入口會像「火熨」一般。
关于此标准的由来，一种广为流传的说法是，发现了元素周期表的俄国化学家门捷列夫研究得出伏特加的最佳酒精度应当是38%，但由于当时的俄国对酒类根据酒精度数收税，生产与贩卖商为了方便税收计算将度数定位整数的40%，但另一些版本中，门捷列夫所发现的最佳度数正是40%，而且这些传说都无法给出可信的证据表示门捷列夫确实从事过伏特加何种酒精度数更为有益健康或美味的研究，门捷列夫曾写过论文《论酒精与水的结合》，探讨酒精与水的混合的物理性质，但无证据证明他曾在此文中是否描述过何种酒精度数的伏特加更好这类内容，论文原文难以找到。此外还有一种传说，要追溯到彼得大帝统治时期，传说他颁布了一道法令规定伏特加若是不能点燃则顾客有权将老板打死，故为了节省成本老板纷纷将伏特加稀释至40%这一下限度数以兼顾成本和法律，但这一说法同样缺乏可信性，主要是英国历史上曾规定100proof即57.15%为火药可在酒精中点燃的最低度数 ，而40%则远低于此标准。

### 制作原料
伏特加在波兰和俄罗斯传统上往往是由黑麦小麦等谷物制作而成，馬鈴薯也经常被用来制作伏特加，有些國家也會使用糖蜜等其他含有糖的物质来制作伏特加，還有一些歐洲國家的伏特加使用葡萄等富含糖分的水果制作。

### 蒸馏和过滤处理
很多商家会以纯净如水作为自己伏特加的卖点，故往往在生产中进行多次蒸馏，一般为三次蒸馏，为去除杂味，蒸馏后还会用活性炭或滤棉等物质过滤以进一步去除酒液中的杂质。以纯净为卖点的一些高档伏特加可能会进行更多次蒸馏或过滤，但也有反例，如法国的灰雁伏特加便仅经历一次蒸馏。伏特加蒸馏多使用生产效率高的柱状蒸馏器，但一些较为高档的伏特加会宣传使用壶式蒸馏器，如俄罗斯的斯丹达伏特加便宣传部分酒液由壶式蒸馏器蒸馏。

## 饮用方式
雖然伏特加在東歐和北歐國家（「伏特加帶」）的傳統上是應該以淨飲的方法品嘗，但當它在其他的國家大眾化後已經愈見少人用傳統飲法品嘗它的獨特口味。近年更多人喜歡將伏特加加上其他飲料或以雞尾酒來飲用它，例如血腥瑪莉、螺絲起子、伏特加湯力、伏特加馬丁尼及紅牛伏特加等等。第二次世界大战伏特加对蘇聯红军胜利贡献巨大，因为蘇聯當時貨幣疲弱且遭纳粹德國侵略，红军军饷部份经搜集红军水壶，每周运酒车至营部发放伏特加给士兵带上战场。伏特加防寒且可初步消毒伤口，只要加酒車運抵红军营部，蘇军都把随身水壶空壶交出添满伏特加，帶著伏特加上戰場。

## 词源
“Vodka”（伏特加）是斯拉夫語中“voda”（意为「水」）的指小词变化而来。
「伏特加」一詞的首次記載可於1405至1537年間的波蘭法院文件中找到，「伏特加」這個字在當時一些醫學和化妝品的文件中都有提及。亦有不少的俄國医药处方上寫著「用面包酿制的伏特加酒」（водка хлебного вина）和「半面包伏特加酒」（водка полу хлебного вина）。亦由於酒精為醫學界長期使用，由此可推斷「伏特加」一詞可能是從動詞或演變出名詞“vodit”，意為「用水稀釋」。
“麵包酒”是一種用穀物蒸餾而成的酒（與葡萄酒相對），因此「麵包酒用的伏特加」可解釋為一種用穀物蒸餾酒稀釋的「水」。
「伏特加」這個字亦可在一些手抄原稿和一種稱作盧布克的手槁中找到。「伏特加」這一個字直到十九世紀中期才開始於俄國的辭典中出現。
另一個將「伏特加」和「水」帶上關係的原由可能是一種來自於中世紀的飲品（拉丁語意為「生命之水」），引申出波蘭語或烏克蘭語和白俄羅斯語。類似的語源學例子就如英語的“Whisky”（威士忌），它的字源同樣與愛爾蘭語或蘇格蘭蓋爾語等的語言有關。

## 全球各地的伏特加

### 
- KGB(蘇聯)

### 加拿大
- Snow Allure（雪诱），蒸馏次数：6
- M.A. Signature（詩尼喬），蒸餾次數：4
- Iceberg（冰山），蒸餾次數：3
- Sedna（赛的那）
- Crystal Head Vodka （页面存档备份，存于） 蒸餾次數：4、過濾次數：7

### 西班牙
- Samarskaya（西創）

### 法國
- Ciroc，蒸餾次數：5
- Grey Goose（灰雁），蒸餾次數：5
- Jean-Marc X.O.（尚馬克 X.O.），蒸餾次數：9
- Ora，蒸餾次數：5
- Poliakov（波力卡夫）
- Pravda（普拉達），蒸餾次數：5
- Ruskov ，蒸餾次數：5
- X-Rated（艾絲芮德），蒸餾次數：7

### 英国
- Skorppio（蠍子），蒸餾次數：5
- Three Olives（三顆橄欖），蒸餾次數：3
- Sipsmith
- Smirnoff（斯米諾）蒸餾次數：3，過濾次數：10

### 冰島
- Reyka（雷克），蒸餾次數：5

### 日本
- Kissui
- 白（Haku)

### 
- Snow Queen，蒸餾次數：5

### 拉脫維亞
- Arsenitch（亞森利奇）
- Stolichnaya（苏连红aka蘇托力伏特加，与同名俄罗斯伏特加品牌系出同源但又存在商标争端）
- Elit（尊皇伏特加）

### 新西兰
- 42 Below（低調42），蒸餾次數：4

### 荷蘭
- Effen（艾氛），蒸餾次數：5
- Ketel One
- Ursus（北極熊）
- Van Gogh（梵谷），蒸餾次數：6

### 芬兰
“芬兰伏特加”为欧盟境内受保护的地理标志，只有符合规定的伏特加才可以采用此名称。
- Finlandia（芬蘭），蒸餾次數：5

### 波蘭
- Belvedere（雪樹），蒸餾次數：4
- Chopin（蕭邦），蒸餾次數：4
- Spirytus Rektyfikowany Rectified Spirit（生命之水），蒸餾次數：60－70，酒精度高达96%，是世界上酒精度数最高、最烈性的酒。
- Zubrowka（野牛草），蒸餾次數：2
- Sobieski Vodka 索比斯基，蒸餾次數：4

### 俄羅斯
- Cristall（克瑞絲道）

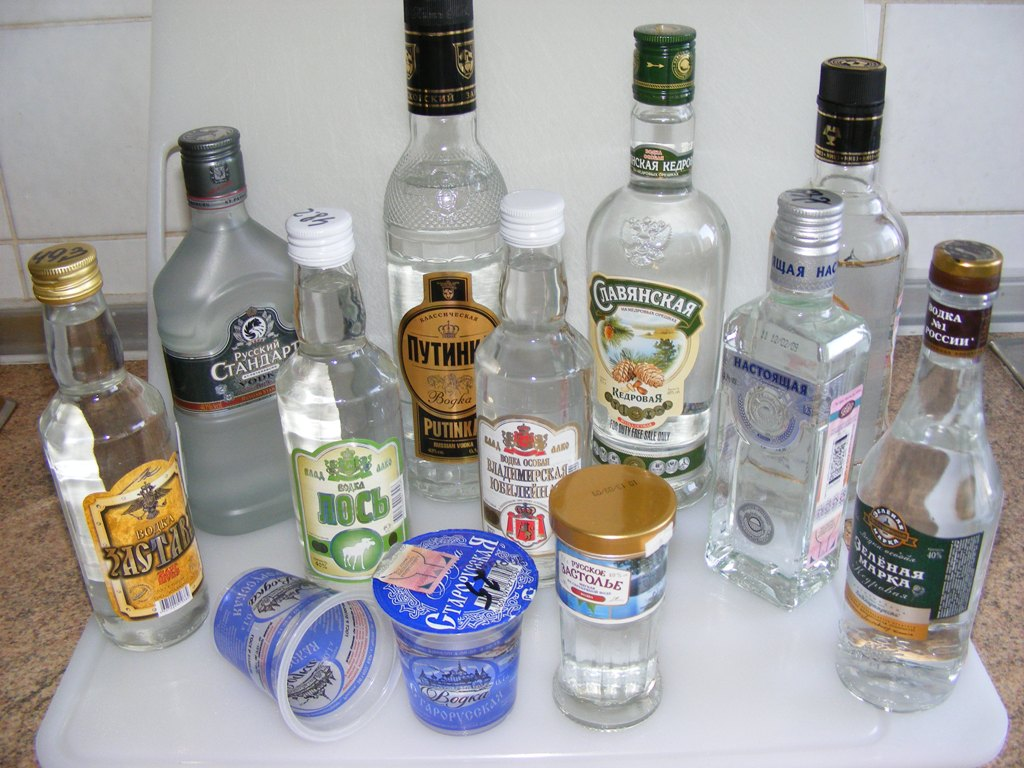
俄国伏特加

- Cristallnaya（水晶），蒸餾次數：1、過濾次數：3，The Moscow Distillery（Cristall）酒廠製造
- Gzhelka（格切尔卡）
- Legend of Kremlin（克里姆林傳說），蒸餾次數：5
- Posolskaya（大使）
- Rostov（罗斯托夫）
- Russian Standard（俄國斯丹達），蒸餾次數：8
- Russkaya (俄羅斯人)
- Smirnoff NO.21（斯米尔诺夫 NO.21），蒸餾次數：3
- Smirnoff Black No.55（斯米尔诺夫黑鑽 No.55），蒸餾次數：4
- Staraya Moskva（老莫斯科），蒸餾次數：1、過濾次數：3，The Moscow Distillery（Cristall）酒廠製造
- Stolichnaya（蘇托力），蒸餾次數：2
- Yankov Vodka Premium (洋可夫極品伏特加)，蒸餾次數：5、過濾次數：3。Buturlinovsky Distillery «BTLVZ» 酒廠
- Yuri Dolgoruki（尤里多戈祿基），蒸餾次數：1、過濾次數：5，The Moscow Distillery（Cristall）酒廠製造

### 瑞典
- Absolut（絕對伏特加），蒸餾次數：數百次（連續蒸餾法）
- Level
- Svedka（英语：Svedka）（思維卡），蒸餾次數：5

### 美国
- Heaven Hill（海悅）
- Skyy（英语：SKYY_Vodka）（藍天），蒸餾次數：4

### 中国
- AK-47伏特加，蒸餾次數：7

## 其他西洋烈酒
- 白蘭地
- 龍舌蘭酒
- 琴酒
- 威士忌
- 朗姆酒